# Mycoplasma
Los micoplasmas (Mycoplasma) son un género de  bacterias que carecen de pared celular. Pertenecen a la clase Mollicutes,  tienen genomas pequeños y tienen un bajo contenido de GC (18-40 %). Existen más de 100 especies reconocidas del género Mycoplasma.
Debido a la ausencia de pared celular, los micoplasmas no son sensibles a los antibióticos que bloquean la síntesis de la pared celular, como la penicilina u otros antibióticos betalactámicos.

## Características
El ADN de los micoplasmas oscila entre 580-1380 kpb (kilopares de bases). Son parásitos o comensales de  vertebrados; varias especies son patógenos de los seres humanos, como Mycoplasma pneumoniae, agente causal de una importante neumonía atípica y otros trastornos respiratorios, y  que se cree que está involucrado en las enfermedades inflamatorias pélvicas. Algunos pueden causar o contribuir a algunos cánceres.[cita requerida]
El colesterol es necesario para la multiplicación de las especies de micoplasmas, así como de algunos otros géneros de Mollicutes. La temperatura óptima de multiplicación es a menudo la temperatura de su hospedador (por ejemplo, 37 °C en el humano). Análisis de 16S ARN ribosomal sugieren fuertemente que Mollicutes, incluidos los micoplasmas, están estrechamente relacionadas, ya sea a Lactobacillus o Clostridium del clado Bacillota (stricto sensu).
Los micoplasmas se encuentran frecuentemente en los laboratorios de investigación como contaminantes de cultivos celulares. La contaminación se produce a través de personas portadoras o debido a medios de cultivo contaminados.
Las células de micoplasma miden generalmente menos de 1 μm y son, por lo tanto, difíciles de detectar con un microscopio convencional. El método de detección más común es el de tinción con colorante de Hoechst, que los evidencia como un puntillado irregular en el citoplasma de las células infectadas. Los micoplasmas pueden inducir cambios celulares, como cambios en el metabolismo y el crecimiento celular, e infecciones graves pueden destruir una línea celular.

## Estructura celular
Las bacterias del género Mycoplasma se caracterizan en gran medida por la falta de pared celular. A pesar de ello, las formas de estas células a menudo se ajustan a distintos grados de complejidad. Por ejemplo, los miembros del género Spiroplasma tienen una forma helicoidal alargada sin la ayuda de una rígida estructura sobre la célula. Estas formas pueden contribuir presumiblemente en la capacidad de los micoplasmas a prosperar en sus respectivos entornos. Las células de Mycoplasma pneumoniae tienen forma redondeada y poseen una extensión puntiaguda sobresaliente, que está involucrada en la adhesión a la célula huésped, en el movimiento a lo largo de las superficies sólidas y en la división celular. Las células de M. pneumoniae son de pequeño tamaño y pleomórficas.
Los micoplasmas requieren esteroles para la estabilidad de su membrana plasmática, lo cual es muy inusual en las bacterias. Los esteroles los adquieren del entorno, por lo general como colesterol a partir de los animales que parasita. En general, poseen un pequeño genoma de 0,58-1,38 megapares de bases, que conlleva una drástica disminución de su capacidad de biosíntesis, lo que explica su dependencia de un hospedador. Además utilizan un código genético alternativo, donde el codón UGA codifica el aminoácido triptófano en lugar de la habitual señal de parada "ópalo".

## Historia y características generales
En 1898 Nocard y Roux informó el cultivo del agente causal de la perineumonía contagiosa bovina (Pcb), que era en ese momento una grave y generalizada enfermedad en los hatos. Hoy la enfermedad es aún endémica en África y en el sur de Europa. La enfermedad es causada por Mycoplasma mycoides subespecie mycoides SC ("small-colony", pequeña colonia); sus trabajos representaron el primer aislamiento de una especie de micoplasma. Su cultivo fue, y sigue siendo difícil debido a las complejas necesidades de crecimiento. Estos investigadores lo lograron inoculando líquido pulmonar de un animal infectado en una bolsa semipermeable con medio de cultivo estéril; la bolsa fue colocada intraperitonealmente en un conejo vivo. Tras 5 a 20 días, el fluido de la bolsa se volvió opaco, indicando la proliferación de un microorganismo.
La opacicidad del fluido no se observó en el control. Este turbio caldo podría entonces ser utilizado para inocular una segunda y una tercera ronda, y posteriormente se introduce en un animal sano, causando enfermedad. Sin embargo, esto no funcionaria si el material se calienta, lo que indica un agente biológico en el trabajo. Ni los medios de comunicación en la bolsa, después de la eliminación de los conejos, podría ser usada para cultivar el organismo in vitro, lo que demuestra la posibilidad de que el cultivo de células libres y descartar causas virales, aunque esto no fue totalmente apreciado en el momento (Nocard y Roux, 1890).
El nombre Mycoplasma, del griego mykes (hongo) y de plasma (formado), se propuso en la década de 1950, en sustitución de la expresión organismos similares a los de la pleuroneumonía (PPLO, Pleuropneumonia-like organisms, en inglés) refiriéndose a los organismos similares a los causantes Agente de PBC (Edward y Freundt, 1956). Más tarde se comprobó que el hongo —como patrón de crecimiento de M. Mycoides— es exclusivo de esa especie. 
Esta confusión sobre virus y micoplasmas salió a relucir de nuevo 50 años más tarde cuando Eaton y sus colegas cultivaron el agente causal de la neumonía atípica primaria (PAP) o neumonía caminante. Este agente puede ser cultivada en embriones de pollo y pasaron por un filtro que excluye ciertas bacterias. Sin embargo, no puede ser observada por microscopía de luz de alta magnificación, y causaba una neumonía que no podía ser tratada con los antibióticos sulfamidas y penicilina (Eaton, et al., 1945a). Eaton hizo considerar la posibilidad de que la enfermedad fuera causada por un micoplasma, pero el agente no creció en el nivel PPLO. Estas observaciones llevaron a la conclusión de que el agente causante de la PAP es un virus. Los investigadores mostraron en ese momento que el agente cultivado podría inducir la enfermedad en aquellos infectados experimentalmente, como el algodón, ratas y hámsteres. A pesar de la polémica de si los investigadores habían verdaderamente aislado el agente causal de PAP (basado en gran parte en la inusual respuesta inmunológica de los pacientes con PAP), en retrospectiva a lo largo de sus pruebas con la de los colegas y competidores parece haber sido bastante concluyente (Marmion, 1990 ). A principios de los años 1960, hubo informes de la agente de la vinculación de Eaton a la PPLOs o micoplasmas, conocido entonces "como el ganado de los parásitos y los roedores", debido a la sensibilidad a los antimicrobianos compuestos (es decir, orgánicos oro sal) (Marmion y Goodburn, 1961). La capacidad de crecer del Agente Eaton, que ahora se conoce como Mycoplasma pneumoniae, en la celda de medios de comunicación libres permitió una explosión de la investigación de la noche a la mañana lo había convertido en el más importante médicamente micoplasma y lo que se ha convertido en el más estudiado micoplasma. 
Los avances recientes en la biología molecular y genoma han hecho que la simple micoplasmas genéticamente, en particular M. pneumoniae y su pariente cercano M. genitalium, a un público más amplio. La segunda publicó la secuencia completa del genoma bacteriano es el de M. genitalium, que tiene una de las más pequeño de los genomas de los organismos de vida libre (Fraser, et al., 1995). El M. pneumoniae secuencia del genoma se publicó poco después y fue la primera secuencia del genoma determinado por primer paseo de un cósmido en lugar de la biblioteca escopeta de todo el genoma método (Himmelerich, et al., 1996). Mycoplasma la genómica y la proteómica continuar en los esfuerzos por comprender el 
Los llamados mínimo de células (Hutchison y Montague, 2002), catálogo de la totalidad del contenido de proteínas de una célula (Regula, et al., 2000), y, en general, continúan beneficiándose de la pequeña genoma de estos organismos para comprender Amplios conceptos biológicos. -Párrafo requiere revisión-
Asimismo, los científicos han estado explorando una asociación entre el cáncer y micoplasmas. A pesar de una serie de interesantes estudios, esta asociación no se ha establecido claramente (Ning y Shou, 2004), (Tsai, et al., 1995).

## Taxonomía y filogenia
La importancia médica y agrícola  de los miembros del género Mycoplasma y las formas conexas de géneros ha dado lugar a la extensa catalogación de muchos de estos organismos por el cultivo, la serología, y la subunidad pequeña  rRNA gen Y la secuenciación del genoma en su conjunto. Un reciente centrarse en la subdisciplina de la filogenética molecular ha aclarado tanto confusa y algunos aspectos de la organización de la clase Mollicutes, y al mismo tiempo una tregua de clase se ha alcanzado, el área es todavía un poco de un objetivo en movimiento (Johansson y Pettersson, 2002). 
El nombre mollicutes se deriva del latín mollis (suave) y cutes (piel), y todas estas bacterias hacen carecen de una pared celular, la genética y la capacidad de sintetizar peptidoglicano. Si bien el nombre trivial 'micoplasmas' ha denotado comúnmente todos los miembros de esta clase, este uso es un poco impreciso y no se utiliza como tal aquí. A pesar de la falta de una pared celular, Mycoplasma y parientes han sido clasificados en el filo Firmicutes que consta de bajo G + C bacterias Gram positivas como Clostridium, Lactobacillus, y Streptococcus basado en la 16S rRNA gen análisis. Los miembros de Mollicutes cultivadas actualmente están organizados en cuatro órdenes: Acholeplasmatales, Anaeroplasmatales, Entomoplasmatales y Mycoplasmatales.
El orden Mycoplasmatales contiene una sola familia, Mycoplasmataceae, que contiene dos géneros: Mycoplasma y Ureaplasma. Históricamente, la descripción de una bacteria que carecen de una pared celular fue suficiente para clasificar al género Mycoplasma y, como tal, es la más antigua y más grande de género de la clase con cerca de la mitad de la clase de especies (107 válidamente descritas). Limita por lo general a cada una de acogida y con muchos anfitriones albergar a más de una especie, algunos patógenos y algunos comensales. En estudios posteriores, muchas de estas especies se consideran filogenéticamente distribuidos entre por lo menos tres órdenes. Un criterio para limitar la inclusión dentro del género Mycoplasma es que el organismo tiene un huésped vertebrado. De hecho, el tipo de especies, M. mycoides, junto con otras importantes especies de micoplasmas como M. capricolum, es evolutivamente más estrechamente relacionados con el género Spiroplasma en la orden Entomoplasmatales que a los demás miembros de la Mycoplasma género. Esta y otras discrepancias probablemente siguen sin resolverse debido a la extrema confusión que el cambio pueda generar entre los médicos y las comunidades agrícolas.
El resto de especies del género Mycoplasma se dividen en dos grupos taxonómicos no, hominis pneumoniae y, sobre la base de secuencias de genes 16S rRNA. El grupo hominis contiene grupos filogenéticos de la M. Bovis, M. pulmonis, y M. hominis, entre otros. El grupo pneumoniae contiene los grupos de M. muris, M. fastidiosum, U. urealyticum, el actualmente no cultivable haemotrophic mollicutes, los que son referidos oficiosamente como haemoplasmas (recientemente transferido de los géneros Haemobartonella y Eperythrozoon), y el M. pneumoniae clúster. Este grupo contiene las especies (y probablemente la de costumbre o de acogida) M. alvi (bovina), M. amphoriforme (humanos), M. gallisepticum (aviar), M. genitalium (humanos), M. imitans (aviar), M. pirum (incierto / humanos), M. testudinis (tortugas) y M. pneumoniae (humanos). La mayoría, si no todas estas especies comparten algunas características únicas de otra que incluye un archivo adjunto orgánulos, homólogos de la M. Pneumoniae cytadherence-accesorio proteínas, especializados y modificaciones de la división celular aparato. 
Un análisis detallado de los genes del rRNA 16S del orden Mollicutes por Maniloff ha dado lugar a una vista de la evolución de estas bacterias que incluye una estimación de la escala de tiempo para la aparición de algunos grupos o características de estos microorganismos (Maniloff, 2002). Este análisis sugiere que hace alrededor de 600 millones de años (MA), a fines de la era Proterozoica, Mollicutes se ramificaron, alejándose de los organismos Gram-positivos de bajo G + C antepasados de los estreptococos, produciéndose la pérdida de su pared celular. En ese momento en la Tierra, el oxígeno molecular estaba presente en la atmósfera a un 1 %, y el registro fósil demuestra que los animales multicelulares marinos habían extendido recientemente su dominio en la explosión cámbrica. Cien millones de años después el requisito de esteroles en la membrana citoplasmática evolucionó junto con cambios en el código genético. El antepasado de los géneros Spiroplasma, Entomoplasma (principalmente patógenos de plantas e insectos) y Mycoplasma habría surgido en ese momento. Esta diversidad coincidió con el origen de las plantas terrestres, hace 500 MA. Parece que la tasa evolutiva calculada para el grupo Mycoplasma ha aumentado varias veces hace cerca de 190 MA, poco después de la aparición de vertebrados, mientras que el antepasado de Spiroplasma-Entomoplasma siguió evolucionando al ritmo más lento que anteriormente habían compartido hasta alrededor de 100 MA atrás, cuando aparecieron las angiospermas y sus insectos polinizadores asociados. Entonces, la tasa de evolución de estas bacterias parece que también ha aumentado considerablemente. Esta es una hipótesis atractiva, pero al mismo tiempo que realiza un seguimiento de la aparición de varias de las características inusuales de Mycoplasma y organismos afines, no aborda las presiones selectivas conducentes a su evolución, salvo tal vez a la generalización de una estrecha asociación con un parásito específico de acogida. Las ventajas de la reducción del genoma, la pared celular menos estructurada, y las variaciones en el código genético siguen siendo turbias.